# Дешан, Мари
Достопочтенная Мари́ Деша́н (фр. Marie Deschamps; род. 2 октября 1952, Репантиньи, Квебек) — младший судья Верховного суда Канады с 7 августа 2002 года.
Родилась в семье, где кроме неё было семеро детей. Обучалась праву в Монреальском университете, который окончила в 1974 году, а степень магистра получила в 1983 году в Университете Макгилла.
До 1990 года работала в нескольких юридических фирмах адвокатом, а в апреле того года была назначена в Высший суд Квебека, в марте 1992 — в Апелляционный суд Квебека, в 2002 — в Верховный суд Канады.